# Alexa Nikolas
Alexa Nikolas (ur. 4 kwietnia 1992 w Chicago) – amerykańska aktorka, występowała w serialu Zoey 101.

## Filmografia

### Film
- 1999: P.U.N.K.S. – Jenna Bygayly
- 2001: Zoolander – Story Hour Girl
- 2002: Ted Bundy – „I'm Ted” Kid
- 2003: Małe jest piękne (Tiptoes) – Susan Barry
- 2004: Motocross Kids – Katie
- 2009: Dzieci kukurydzy (Children of the Corn) – Ruth
- 2011: Czerwony stan (Red State) – Jesse
- 2012: Detention of the Dead – Willow
- 2013: Into the Darkness – Elsa

### Serial
- 1999: The Love Boat: The Next Wave – mała dziewczynka #1
- 2000−2002: Żarty na bok (That's Life) – młoda Lydia
- 2001: Czarodziejki (Charmed) – mała dziewczynka
- 2001: Diabli nadali (The King of Queens) – młoda Carrie
- 2002: Świat nonsensów u Stevensów (Even Stevens) – młoda Ren
- 2002−2003: Co się dzieje w Hidden Hills? (Hidden Hills) – Emily Barber
- 2004: Bez śladu (Without a Trace) – Emily Levine
- 2005−2006: Zoey 101 – Nicole Bristow
- 2005: Ostry dyżur (ER) – Megan Nesbitt
- 2005: Potyczki Amy (Judging Amy) – Shelly Cecil
- 2005: Revelations – Lucinda 'Lucy' Massey
- 2007: Dowody zbrodni (Cold Case) – Madison Reed
- 2007: Nie ma to jak hotel (The Suite Life of Zack and Cody) – Tiffany
- 2008: CSI: Kryminalne zagadki Miami (CSI: Miami) – Mallary Harding
- 2008: iCarly – dziewczyna grająca w golfa #3
- 2009: Nie z tego świata (Supernatural) – Kate Carter
- 2009: Herosi (Heroes) – młoda Angela Shaw
- 2009: Jej Szerokość Afrodyta (Drop Dead Diva) – Hannah Porter
- 2009: Raising the Bar – Caitlin
- 2010: Zabójcze umysły (Criminal Minds) – Jane McBride
- 2011: Magia kłamstwa (Lie to Me) – Amanda Dobar
- 2011: Family Guy
- 2012–2013: Żywe trupy (The Walking Dead) – Haley
- 2013: Mad Men – Wendy